# Nowiczyzna (Brody)
Nowiczyzna – dawniej samodzielna wieś i folwark, obecnie w granicach miasta Brody na Ukrainie, w jego południowej części. Rozpościera się wzdłuż ulicy Nyzkiej.

## Historia
Nowiczyzna (lub Gaje Nowiczyzna) to dawniej samodzielna wieś, stanowiąca gminę jednostkową (73 mieszkańców w 1854 roku) w Bezirk Brody; od 1867 w powiecie brodzkim. Następnie została połączona w jedną gminę ze Starymi Brodami. W II Rzeczypospolitej  w powiecie brodzkim w województwie tarnopolskim. 20 października 1933 gminę Stare Brody z Nowiczyzną włączono do Brodów.